# Autorité nationale du ladino
L'Autorité Nationale du Ladino (ANL, en judéo-espagnol : Autoridad Nasionala del Ladino) est un organisme créé en Israël qui défend la langue et la culture judéo-espagnole des Juifs séfarades. 

## Activités
L'ANL a été créée en 1997, sur la base d'une loi adoptée par la Knesset (le parlement israélien) le 17 mars 1996. Elle est chargée de l'étude, de la défense et de la conservation de la langue judéo-espagnole (on parle parfois aussi de langue ladino bien que des spécialistes comme Haïm Vidal Séphiha récusent cette appellation et établissent une distinction). Elle édite en outre depuis 1998 la revue Aki Yerushalayim, entièrement rédigée en judéo-espagnol, qui publie des articles intéressant la communauté juive séfarade d'Israël et du monde entier.
Le premier président de son conseil était le Ve président de l'État d'Israël, Yitzhak Navon, et son vice-président, le directeur de la revue Aki Yerushalayim, Moshe Shaul.

## Objectifs de l'ANL
L'association promeut les recherches sur la culture judéo-espagnole, son enseignement dans les cinq universités israéliennes qui proposent des cours, et sa diffusion dans les médias de communication. Elle aide à fonder et à répertorier des institutions et des associations s'engageant activement dans le champ de la culture judéo-espagnole. 
Elle encourage la mise en valeur de l'héritages de la culture et de la littérature judéo-espagnole : elle appuie la publication des livres d'auteurs contemporains écrivant sur des thèmes en rapport avec la culture judéo-espagnole, ainsi que l'édition des œuvres majeures de la littérature judéo-espagnole, en langue originale ou bien dans une traduction en langue hébraïque. 
Enfin, l'Autorité joue un rôle important dans la perpétuation de la mémoire des communautés séfarades qui furent exterminées au cours de la Shoah, afin de contrer la déperdition mémorielle qui en a résulté pour une culture judéo-espagnole qu'on juge souvent par ailleurs en perte de vitesse du fait de l'hébraïsation.